# Брембате
Бремба̀те (на италиански: Brembate; на ломбардски: Brembate, Брембат) е градче и община в Северна Италия, провинция Бергамо, регион Ломбардия. Разположено е на 173 m надморска височина. Населението на общината е 8626 души (към 2017 г.).